# Seyed Ali Mousavi Noor
Seyed Ali Mousavi Noor, né le 7 mars 2006 à Ramhormoz, est un karatéka iranien. Seyed Ali Mousavi Noor est membre de l'équipe nationale iranienne à divers rangs. Seyed Ali Mousavi Noor a été membre des équipes nationales de karaté dans divers rangs sous la supervision d'entraîneurs célèbres tels que Mehdi Jafari, Mehdi Ahmadi, Reza Maidanaro, Ghasem Asiyabri, Nariman Zamani, Mohammad Hadi Mohammadi.
Il a commencé le karaté à l'âge de 12 ans, et après avoir remporté divers titres de champion dans les groupes d'âge de base, il est devenu membre de l'équipe nationale en 2017 et est actuellement le champion national de l'équipe de karaté de la République islamique d'Iran.

## Biographie
En 2016, il débute le karaté au Abadis Club sous la supervision du coach Ramhormzi Hossein Ayouzi et remporte sa première médaille officielle en 2022 au championnat national de l'équipe nationale dans la province de Zandjan.
Il remporte la médaille d'or au Championnat asiatique de karaté en 2021 qui s'est tenu à Almaty. Au classement de la Fédération mondiale de karaté, il occupe la 3e place avec un poids de 70 kg,,,,. Dans le dernier classement annoncé par la Fédération mondiale de karaté, Seyed Ali Mousavi Noor est classé 3e en poids 70 kg.  

## Palmarès

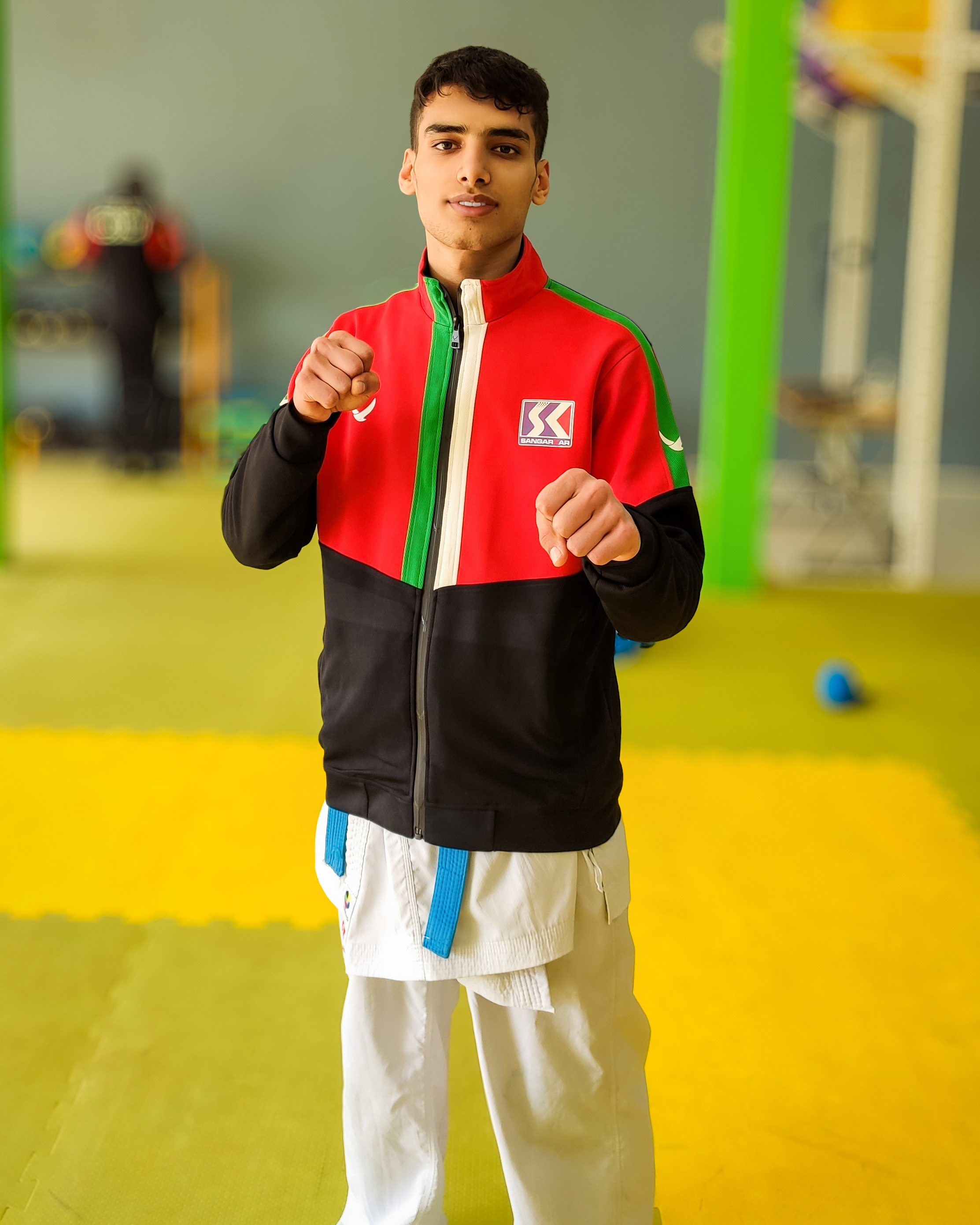

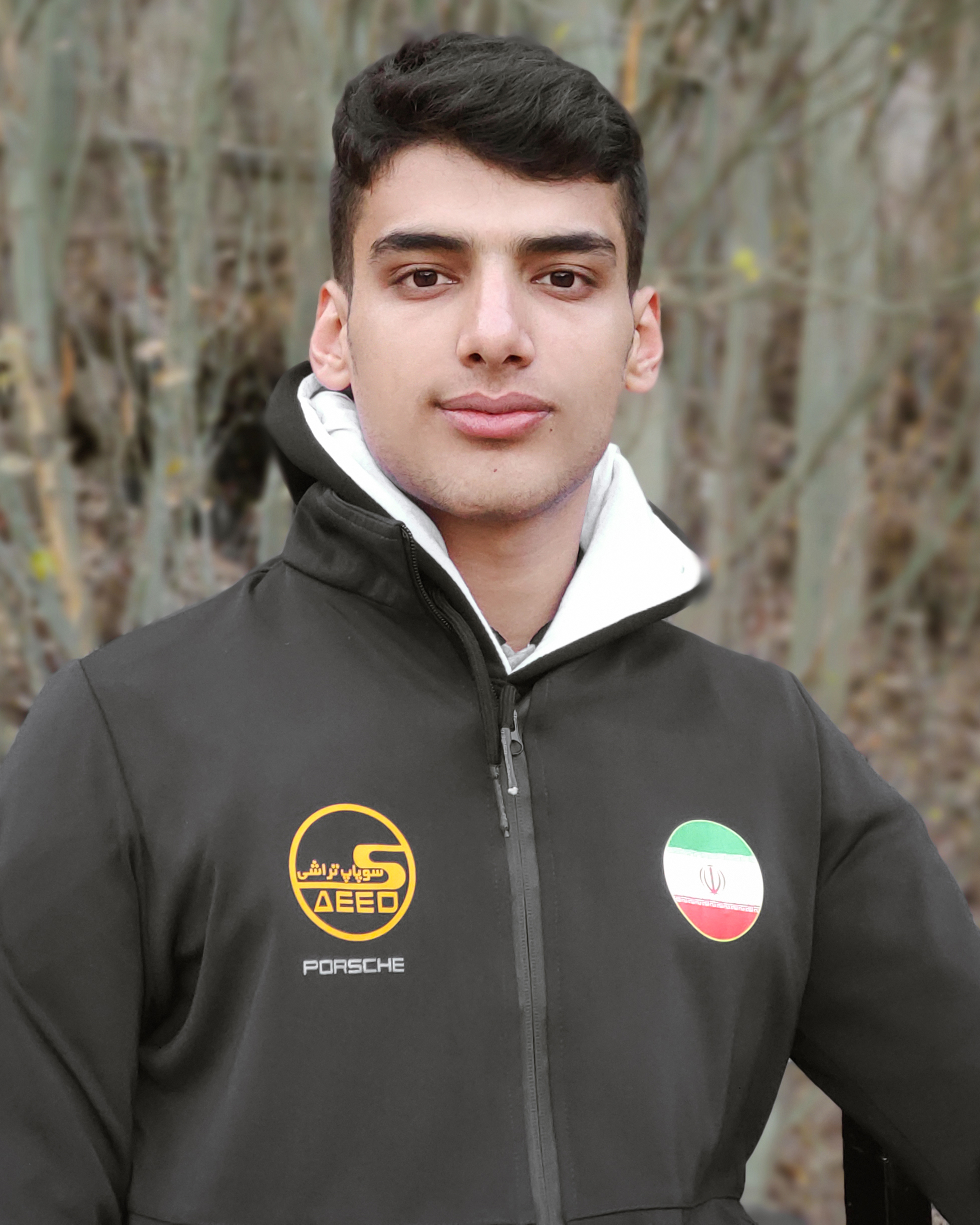

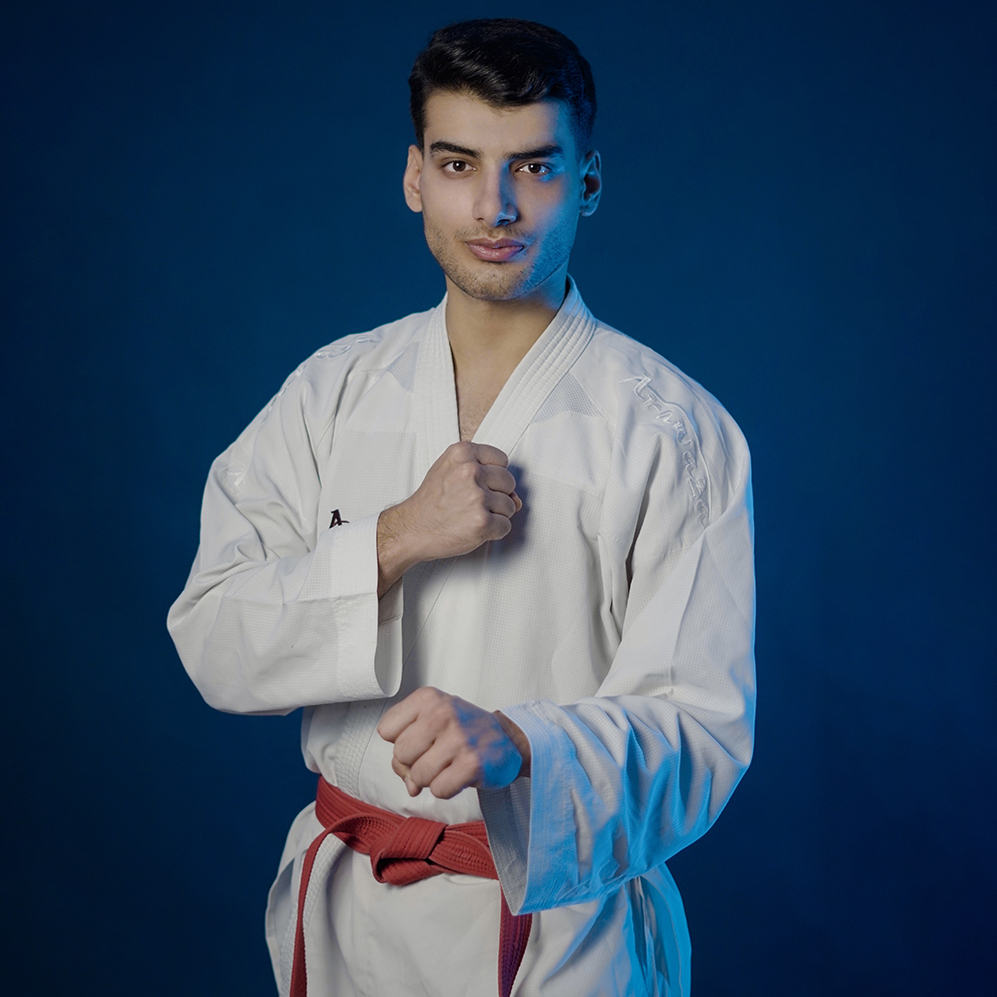

L'une de ses distinctions est de remporter une médaille d'or aux Championnats d'Asie de karaté en 2021.